# Mohamed Ramadan (piłkarz, ur. 1970)
Mohamed Ramadan (ar. محمد رمضان; ur. 15 listopada 1970 w Gizie) – egipski piłkarz grający na pozycji napastnika. W swojej karierze rozegrał 33 mecze i strzelił 4 gole w reprezentacji Egiptu.

## Kariera klubowa
Swoją karierę piłkarską Ramadan rozpoczął w klubie Tersana SC, w którym zadebiutował w 1984 roku. W sezonie 1985/1986 zdobył z nim Puchar Egiptu.W 1990 roku przeszedł do Al-Ahly Kair. W sezonie 1990/1991 z 14 golami został królem strzelców egipskiej pierwszej ligi. Wraz z Al-Ahly wywalczył mistrzostwo Egiptu w sezonie 1993/1994 oraz zdobył trzy Puchary Egiptu w sezonach 1990/1991, 1991/1992 i 1992/1993, i Puchar Zdobywców Pucharów w 1993. W al-Ahly grał do 1994. W latach 1996–1998 występował w Al-Merreikh Port Said.

## Kariera reprezentacyjna
W reprezentacji Egiptu Ramadan zadebiutował 21 kwietnia 1985 w przegranym 0:1 (i ostatecznie wygranym 3:2 po serii rzutów karnych) meczu eliminacji do MŚ 1986 z Madagaskarem, rozegranym w Antananarywie. W 1988 roku był w kadrze Egiptu na Puchar Narodów Afryki 1988. Na tym turnieju rozegrał trzy mecze grupowe: z Kamerunem (0:1), z Kenią (3:0) i z Nigerią (0:1).
W 1994 roku Ramadan został powołany do kadry na Puchar Narodów Afryki 1994. Na tym turnieju rozegrał dwa spotkania: grupowe z Nigerią (0:0) oraz ćwierćfinałowe z Mali (0:1). Od 1985 do 1994 rozegrał w kadrze narodowej 33 mecze i strzelił 4 gole.